# Rhamnus orbiculata
Rhamnus orbiculata är en brakvedsväxtart som beskrevs av Joseph Friedrich Nicolaus Bornmüller. Rhamnus orbiculata ingår i släktet getaplar, och familjen brakvedsväxter. Inga underarter finns listade i Catalogue of Life.